# Burgen von Saru

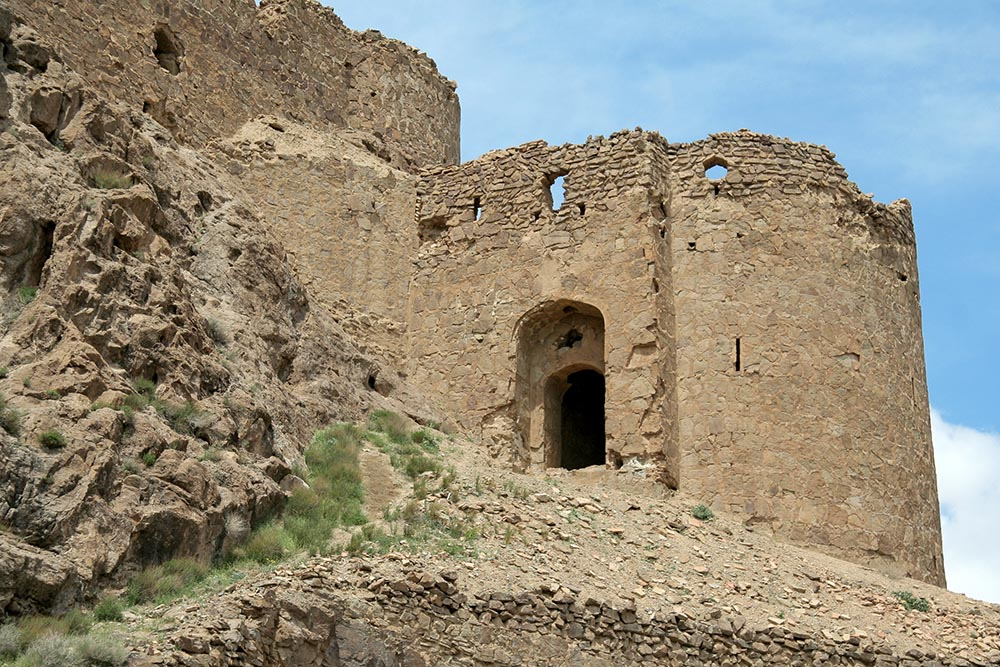
Eines der Tore der großen Saru-Burg

Saru (persisch سارو, auch Soru genannt) sind zwei Bergfestungen in der Nähe der Stadt Semnan im Iran, in der ehemaligen persischen Provinz Qumis. Sie stehen in der Nähe eines gleichnamigen Tals. Über die Geschichte der Burgen ist wenig bekannt.

## Beschreibung
Die große Saru, auch südliche Saru genannt, war in der vorislamischen (sassanidischen?) Ära errichtet worden, etwa 30 km nördlich von Semnan. Die Nizariten vermutlich verstärkten die Befestigungen.
In späterer Zeit wurde die kleine Saru gebaut, die etwa einen Kilometer von der großen Saru entfernt ist. Die Nizariten bauten Zisternen sowie einen Stollen (Qanat-Kanal), der die kleine Saru schützte. Die kleine Saru liegt etwa 100 m niedriger als die große Saru.
Nach einer Sage verband ein verborgener Pfad oder Tunnel die Festungen Saru und Gerdkuh.